# أحمد ياني
أحمد ياني (بالإندونيسية: Ahmad Yani)‏ (ولد 19 يونيو 1922 - توفي 1 أكتوبر 1965) قائد القوات البرية في الجيش الإندونيسي في الفترة 1963، وحتى عام 1965. ولد ياني في مقاطعة بوروريجو بجاوة الوسطى عام 1922، وقتل على يد أعضاء حركة 30 سبتمبر الانقلابية أثناء محاولة اختطافه من بيته. وكان يشغل أثناء مقتله منصب قائد القوات البرية ورئيس الأركان. بعد مقتله؛ مُنح أحمد ياني وسام بطل أندونيسيا الوطني، وهو أعلى وسام تمنحه الحكومة الأندونيسية؛ لدوره في الثورة الأندونيسية، كما أُقيمت له جنازة رسمية بعد فشل محاولة الانقلاب.